# Cillian Murphy
Cillian Murphy (AFI: [ˈkʰɪliən] in inglese; Cork, 25 maggio 1976) è un attore e produttore cinematografico irlandese.
Dopo aver inizialmente intrapreso una carriera da musicista, iniziò a recitare a teatro e a prendere parte a pellicole indipendenti irlandesi verso la fine degli anni '90. È salito alla ribalta grazie al ruolo da protagonista nel film horror-fantascientifico 28 giorni dopo (2002) e ha ottenuto fama mondiale per aver interpretato Thomas Shelby nella serie televisiva Peaky Blinders. Nel 2020 The Irish Times lo ha nominato come uno dei più grandi attori cinematografici irlandesi.
Ha collaborato con il regista Christopher Nolan interpretando lo Spaventapasseri nella trilogia del cavaliere oscuro (2005-2012), Robert Michael Fischer nel thriller Inception (2010), un soldato nel dramma Dunkirk (2017) e J. Robert Oppenheimer nell'epopea biografica Oppenheimer (2023). Per quest'ultima pellicola si è aggiudicato un Premio BAFTA, un premio Golden Globe, un Critics' Choice Award, due Screen Actors Guild Awards e un Premio Oscar nella categoria "migliore attore protagonista".

## Biografia
Cillian Murphy è nato il 25 maggio 1976 a Douglas, un sobborgo di Cork, in Irlanda. Sua madre insegnava francese, mentre il padre, Brendan, lavorava per il Dipartimento dell'Istruzione. Anche il nonno, alcune zie e zii erano insegnanti. È cresciuto nel quartiere di Ballintemple, a Cork, insieme al fratello minore Páidi e alle sorelle minori Sile e Orla. Ha iniziato a scrivere e interpretare canzoni all'età di dieci anni. È stato educato secondo la tradizione cattolica e ha frequentato il Presentation Brothers College, una scuola secondaria cattolica privata. Pur ottenendo buoni risultati accademici, ebbe alcuni problemi disciplinari e venne sospeso più volte; durante il quarto anno decise che il comportamento ribelle non valeva le conseguenze. Poco interessato agli sport, componente centrale del curriculum scolastico, notò come le attività artistiche fossero spesso trascurate all'interno dell’istituto.
Murphy ebbe il suo primo approccio alla recitazione durante gli anni delle scuole superiori, partecipando a un laboratorio teatrale condotto da Pat Kiernan, regista della Corcadorca Theatre Company. In seguito descrisse quell’esperienza come un’“enorme euforia” e una sensazione di “piena vitalità” che cercò poi di inseguire nella sua carriera. Il romanziere William Wall, suo insegnante di inglese, lo incoraggiò a intraprendere la carriera attoriale, ma all’epoca Murphy era deciso a diventare una rockstar. Durante la tarda adolescenza e i primi vent’anni, cantò e suonò la chitarra in diverse band insieme al fratello Páidi. Ispirati dai Beatles e da Frank Zappa, i due fondarono il gruppo The Sons of Mr. Green Genes, nome ripreso da una canzone di Zappa. In seguito Murphy descrisse la band come “specializzata in testi stravaganti e infiniti assoli di chitarra”. La Acid Jazz Records offrì al gruppo un contratto discografico per cinque album, ma i fratelli rifiutarono: Páidi era ancora a scuola, e non erano disposti ad accettare le condizioni economiche e contrattuali, che prevedevano la cessione dei diritti delle composizioni di Murphy. Riguardo alla decisione, l’attore ha dichiarato: “Sono molto contento, a posteriori, di non aver firmato, perché in un certo senso è come cedere la propria vita a un’etichetta e tutta la propria musica”.
Nel 1996, Murphy si iscrisse al corso di laurea in giurisprudenza presso l'University College Cork (UCC), ma non superò gli esami del primo anno, dichiarando in seguito di non avere alcuna ambizione reale di intraprendere la professione legale. Oltre all’impegno con la sua band musicale, affermò di aver capito, pochi giorni dopo l’inizio del corso, che quella carriera non faceva per lui. Fu durante gli anni all'UCC che assistette a una rappresentazione teatrale di Arancia Meccanica, prodotta dalla Corcadorca Theatre Company e diretta da Pat Kiernan, esperienza che lo spinse a dedicarsi alla recitazione. Il suo primo ruolo importante fu nella produzione amatoriale della UCC Drama Society di Observe the Sons of Ulster Marching Towards the Somme, con protagonista il comico irlandese-americano Des Bishop. In seguito interpretò anche il ruolo principale nel musical Little Shop of Horrors, messo in scena al Cork Opera House. Murphy ha successivamente ammesso che, in quel periodo, la sua motivazione principale nel partecipare alle attività teatrali non era tanto l’ambizione di diventare attore, quanto il desiderio di frequentare feste e conoscere ragazze.

## Carriera

### Teatro e primi ruoli (1996-2002)
Murphy ottenne un'audizione presso la Corcadorca Theatre Company grazie all'insistenza su Pat Kiernan, e nel settembre 1996 debuttò come attore professionista sul palcoscenico, interpretando un volubile adolescente di Cork in Disco Pigs di Enda Walsh. Lo stesso Walsh ha ricordato l'incontro con Murphy affermando: «C'era qualcosa in lui: era incredibilmente enigmatico, entrava in una stanza con una presenza autentica, e ti veniva da dire: "Mio Dio". Non aveva nulla a che fare con quegli occhi intensi di cui tutti parlano continuamente». Da parte sua, Murphy ha commentato: «Ero incredibilmente arrogante e non avevo nulla da perdere, e suppongo che questo si adattasse perfettamente al personaggio». Disco Pigs, inizialmente previsto per una breve serie di rappresentazioni di tre settimane a Cork, ebbe un successo tale da essere portato in tournée in Europa, Canada e Australia per due anni. A seguito di questo successo, Murphy abbandonò sia gli studi universitari sia la sua carriera musicale. Pur con l’intenzione iniziale di tornare alla musica, la sua carriera attoriale prese slancio dopo che un agente, colpito da una sua interpretazione in Disco Pigs, decise di rappresentarlo.
Negli anni successivi recitò in numerose altre produzioni teatrali, tra cui Molto rumore per nulla di William Shakespeare (1998), The Country Boy e Juno and the Paycock (entrambi del 1999). Iniziò anche a lavorare nel cinema indipendente, con film come On the Edge (2001), e in diversi cortometraggi, tra cui Filleann an Feall (2000) e Watchmen (2001). Riprese inoltre il ruolo protagonista nell’adattamento cinematografico di Disco Pigs (2001) e apparve nella miniserie televisiva della BBC The Way We Live Now.
In questo periodo si trasferì da Cork, vivendo dapprima a Dublino per alcuni anni, per poi stabilirsi a Londra nel 2001. Nel 2002 interpretò Adam in una produzione di The Shape of Things di Neil LaBute al Gate Theatre di Dublino. La sua performance fu elogiata da Fintan O’Toole su The Irish Times, che scrisse: «Murphy misura la sua metamorfosi con una sottigliezza e un'intelligenza impressionanti».

### Svolta con28 giorni dopo(2002-2004)
Nel 2002, Murphy ottenne il ruolo da protagonista nel film horror post-apocalittico 28 giorni dopo di Danny Boyle, interpretando Jim, un sopravvissuto a una pandemia virale che si risveglia dal coma in un ospedale di Londra per scoprire una città deserta e devastata. La direttrice del casting Gail Stevens, colpita dalla sua interpretazione in Disco Pigs, suggerì a Boyle di sottoporlo a un provino. Stevens raccontò che la decisione di presentare il personaggio completamente nudo nella scena iniziale fu presa dopo aver notato il fisico esile dell'attore durante le riprese. Ricordò inoltre che Murphy era inizialmente timido sul set e tendeva a distogliere lo sguardo dalla macchina da presa, ma possedeva una "qualità sognante, leggermente eterea e distaccata", perfettamente in linea con il tono del film. Uscito nel Regno Unito alla fine del 2002, 28 giorni dopo divenne un successo commerciale inaspettato, in particolare in Nord America, dove contribuì a far conoscere Murphy al grande pubblico. Per la sua interpretazione, ricevette una candidatura come miglior esordiente agli Empire Awards e come miglior attore agli MTV Movie Awards del 2004. Riflettendo sul film, Murphy dichiarò che lo considerava molto più di un semplice horror o film di zombi, ed espresse sorpresa per l’accoglienza positiva ricevuta dal pubblico statunitense, in particolare per il tono violento e cupo del racconto. Disse: «Il film ebbe un successo enorme. E se guardi la roba sugli zombi oggi, siamo stati i primi a farli correre. E questo ha cambiato tutto. Ha un posto molto speciale nel mio cuore, quel film».
Nel 2003 interpretò Konstantin Treplev in una produzione de Il gabbiano di Anton Čechov all’Edinburgh International Festival. A proposito del personaggio, dichiarò: «Intraprende un incredibile viaggio all’interno dell’opera… e arriva a capire che non ha senso essere uno scrittore iconoclasta solo per il gusto di esserlo: la ricerca di nuove forme deve avere un contenuto». Nello stesso anno recitò accanto a Colin Farrell in Intermission, interpretando un giovane magazziniere di supermercato, insoddisfatto e innamorato, coinvolto in una rapina. Il film divenne il titolo indipendente irlandese con il maggior incasso nella storia del box office nazionale fino al 2006, quando fu superato da Il vento che accarezza l’erba. La giornalista Sarah Lyall dell’International Herald Tribune osservò che Murphy portava «una fluida disinvoltura ai ruoli che interpreta, un’intensità aggraziata e del tutto credibile». Sottolineò inoltre come il suo “bell’aspetto delicato”, unito al talento, avesse portato molti a considerarlo il “nuovo Colin Farrell irlandese”, sebbene con un’immagine più riservata.
Sempre nel 2003 apparve in piccoli ruoli in due produzioni internazionali: interpretò un disertore nel dramma Cold Mountain, con Jude Law e Nicole Kidman, girato in Romania, e un giovane macellaio in La ragazza con l’orecchino di perla, accanto a Scarlett Johansson e Colin Firth. Commentando l’esperienza sul set di Cold Mountain, Murphy definì la produzione “imponente” e descrisse il regista Anthony Minghella come “il più tranquillo” con cui avesse mai lavorato.
Nel 2004 tornò sul palcoscenico con la Druid Theatre Company, interpretando Christy Mahon in The Playboy of the Western World sotto la regia di Garry Hynes, che lo aveva già diretto nel 1999 in Juno and the Paycock e The Country Boy. Entrambe le opere vennero nuovamente portate in scena durante la tournée.

### Ruoli da cattivo e successo di critica (2005-2006)

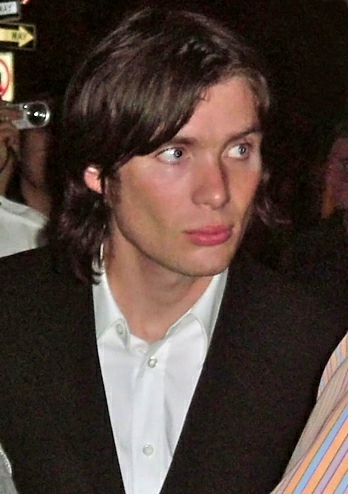
Cillian Murphy al New York Film Festival del 2005

Murphy è apparso nel ruolo del Dr. Jonathan Crane in Batman Begins (2005) di Christopher Nolan. Inizialmente invitato a sostenere un provino per il ruolo di Bruce Wayne/Batman, Murphy non si è mai ritenuto adatto fisicamente per il supereroe, ma colse comunque l’opportunità di collaborare con Nolan. Sebbene il ruolo principale fosse stato assegnato a Christian Bale, Nolan rimase così impressionato da Murphy da offrirgli il ruolo secondario del Dr. Crane, il cui alter ego è il supercriminale Spaventapasseri. In un’intervista alla rivista Spin, Nolan dichiarò: «Ha gli occhi più straordinari, e continuavo a cercare scuse per fargli togliere gli occhiali nei primi piani». Nello stesso anno, Murphy ha interpretato Jackson Rippner, antagonista che terrorizza Rachel McAdams durante un volo notturno nel thriller di Wes Craven Red Eye (2005). Il critico del New York Times, Manohla Dargis, definì Murphy «un cattivo perfetto», osservando che i suoi «occhi azzurri sembrano abbastanza freddi da congelare l’acqua e il suo sguardo da lupo suggerisce i suoi terrori». Il film ottenne recensioni favorevoli e incassò quasi 100 milioni di dollari in tutto il mondo. Per i suoi ruoli da antagonista nel 2005, Murphy ricevette diverse candidature, tra cui quella come miglior cattivo agli MTV Movie Awards del 2006 per Batman Begins. Entertainment Weekly lo inserì nella lista dei “Summer MVP” del 2005, una selezione di dieci artisti con performance eccezionali e rivoluzionarie. David Denby, su The New Yorker, scrisse: «Cillian Murphy, con il suo aspetto angelico capace di diventare sinistro, è uno dei mostri più elegantemente seducenti del cinema recente.»
Nel 2005, Murphy interpretò Patrick "Kitten" Braden, una giovane donna transgender irlandese alla ricerca della madre, nella commedia drammatica Breakfast on Pluto, diretta da Neil Jordan e tratta dall’omonimo romanzo di Patrick McCabe. Ambientato negli anni Settanta, il film combina l’estetica del glitter rock con elementi surreali, magia da cabaret, contesti di emarginazione e il sottofondo della violenza dell’IRA. La performance di Murphy accompagna il personaggio in un’evoluzione che va da un’adolescente androgino a una drag queen bionda. Murphy aveva sostenuto un’audizione per il ruolo già nel 2001. Sebbene il regista Neil Jordan ne fosse rimasto favorevolmente colpito, inizialmente esitò a tornare a temi già affrontati nel suo precedente La moglie del soldato, come l'identità transgender e il conflitto nordirlandese. L’attore continuò però a manifestare interesse per il progetto, cercando per anni di convincere Jordan a realizzarlo prima di diventare troppo anziano per la parte. Nel 2004 si preparò al ruolo incontrando una drag queen, che lo truccò, lo vestì e lo portò in discoteca con un gruppo di performer. Per interpretare Kitten, Murphy si sottopose a un’intensa trasformazione fisica che includeva depilazione di sopracciglia, petto e gambe, oltre a un lavoro vocale e gestuale per rendere credibile il personaggio. Il critico Roger Ebert sottolineò come Murphy avesse interpretato il ruolo con una “voce perplessa e piena di speranza”, mentre il film ricevette recensioni contrastanti. Pur lodando in generale la prova dell’attore, alcune testate, tra cui The Village Voice,'giudicarono la sua interpretazione poco convincente. La performance gli valse tuttavia una candidatura al Golden Globe come miglior attore in un film commedia o musicale e gli fece ottenere il suo quarto Irish Film and Television Award come miglior attore. La rivista Première inserì la sua interpretazione tra le “24 migliori performance del 2005”.
Nel 2006, Murphy ha recitato in Il vento che accarezza l'erba, un film sulla guerra d'indipendenza irlandese e sulla guerra civile irlandese, che ha vinto la Palma d'Oro al Festival di Cannes e si è affermato come il film indipendente irlandese di maggior successo al botteghino nazionale. Murphy, particolarmente legato alla città di Cork, dove il film è stato girato, ha mostrato un forte desiderio di partecipare al progetto. Ha sostenuto sei audizioni per il ruolo di Damien O'Donovan, un giovane medico che diventa rivoluzionario, prima di ottenere la parte. L'attore ha definito un privilegio molto speciale aver ricevuto il ruolo, esprimendo il suo orgoglio per il film e dichiarando che i "ricordi sono molto, molto profondi", aggiungendo che "la politica, le divisioni e le storie di membri della famiglia coinvolti nella lotta" facevano parte di un'esperienza personale per molti irlandesi. La critica ha elogiato la sua performance: David Denby ha sottolineato la profondità e le idiosincrasie del personaggio, mentre Kenneth Turan del Los Angeles Times ha lodato Murphy per la sua capacità di interpretare tanto il fanatismo quanto l'introspezione, rivelando un uomo che si trova "divorato vivo" a causa delle sue azioni contrarie al suo stesso background. Inoltre, la rivista GQ ha premiato Murphy come Attore dell'Anno 2006 per il suo lavoro in Il vento che accarezza l'erba.

### Altri ruoli teatrali e cinematografici (2006-2012)

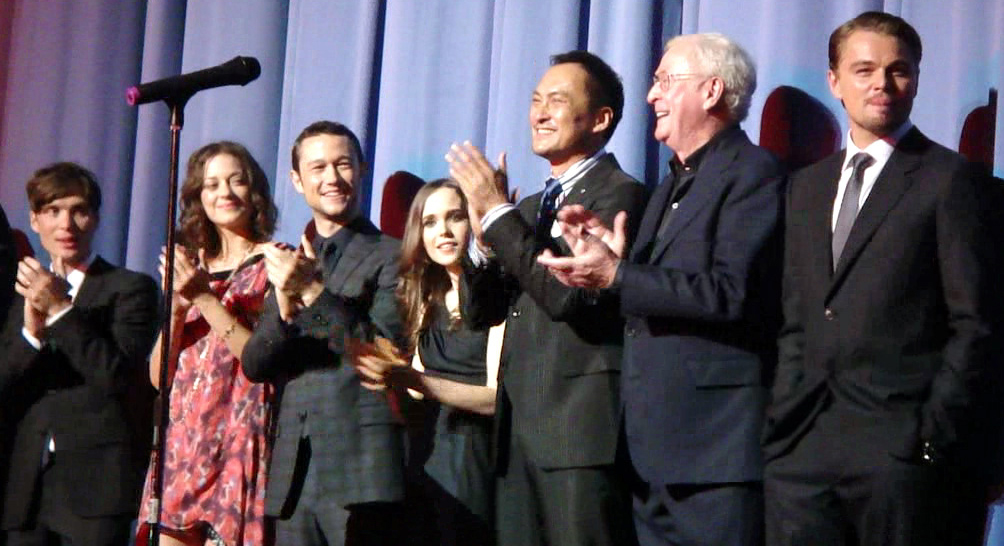
Cillian Murphy con il cast di Inception nel 2010

Nel 2006, Cillian Murphy è tornato a calcare il palcoscenico del West End di Londra, recitando al fianco di Neve Campbell nella produzione teatrale di Love Song di John Kolvenbach, al New Ambassadors Theatre. Lo spettacolo è andato in scena da novembre 2006 a febbraio 2007, con Murphy nel ruolo principale di Beane, un "eroe solitario sentimentale e piacevolmente irritabile", descritto come mentalmente instabile. Theatre Record ha elogiato la sua interpretazione, definendo il personaggio come un uomo che si sposta "comicamente da una 'carta da parati' dolorosamente timida a un uomo loquace e amoroso", con "tutti occhi azzurri e mani tremanti". Variety ha sottolineato che la performance di Murphy era "magnetica sul palco quanto sullo schermo", notando come la sua "smartitudine senza fretta" riuscisse a evitare la "leggera preziosità" del personaggio, portando alla luce una "ingenuità idiota-savant". Nel 2007, Murphy ha recitato nel film di fantascienza Sunshine, diretto da Danny Boyle, interpretando il ruolo di Capa, un fisico-astronauta incaricato di riaccendere il sole. Sempre nel 2007, ha preso parte alla commedia romantica  I Love Movies, diretta da Paul Soter, dove ha recitato al fianco di Lucy Liu. Il film è stato presentato in anteprima al Tribeca Film Festival dello stesso anno e distribuito direttamente in DVD. Nello stesso periodo, Murphy ha interpretato Richard Neville, direttore della rivista radicale psichedelica Oz, nel film Hippie Hippie Shake, girato nel 2007. Tuttavia, a causa di numerosi ritardi, il progetto è stato infine accantonato nel 2011.
Nel 2008, Cillian Murphy ha fatto una breve apparizione nel ruolo di Spaventapasseri in Il cavaliere oscuro di Christopher Nolan, sequel di Batman Begins. Successivamente, ha recitato in The Edge of Love, un film che esplora un quadrilatero amoroso che coinvolge il poeta Dylan Thomas, con Keira Knightley, Sienna Miller e Matthew Rhys. Sempre nel 2008, Murphy ha fatto la sua prima apparizione su un francobollo: l'ufficio postale irlandese, An Post, ha pubblicato una serie di quattro francobolli in omaggio alla creatività del cinema irlandese, uno dei quali raffigurava l'attore in un fotogramma tratto da The Wind That Shakes the Barley. Nel 2009, Murphy ha recitato nel cortometraggio The Water, diretto da Kevin Drew dei Broken Social Scene. Il film canadese di 15 minuti, pubblicato online nell'aprile dello stesso anno, è quasi muto fino a quando non viene riprodotta la canzone di Feist con lo stesso titolo. Murphy, che era un fan di Broken Social Scene, è stato attratto dal ruolo dalla sfida di interpretare un film muto, considerata da lui una "prova più dura per qualsiasi attore". Nel 2009, Murphy ha anche recitato in Perrier's Bounty, una commedia drammatica poliziesca dei creatori di Intermission. Nel film, interpretava un piccolo criminale in fuga da un gangster, ruolo affidato a Brendan Gleeson.
Nel 2010, Cillian Murphy è tornato a calcare il palcoscenico con lo spettacolo From Galway to Broadway and Back Again, una produzione teatrale che celebrava il 35° anniversario della Druid Theatre Company. Sempre nel 2010, Murphy ha recitato nel thriller psicologico Peacock, distribuito direttamente in video, accanto a Elliot Page, Susan Sarandon e Bill Pullman. Murphy interpretava un uomo con una doppia personalità che ingannava le persone facendole credere che fosse anche sua moglie. Christian Toto, del Washington Times, ha elogiato il film, definendolo un "dramma psicologico splendidamente montato", con una "interpretazione da protagonista accattivante di Cillian Murphy". Toto ha anche osservato che, sebbene Murphy non fosse nuovo a ruoli in drag, la sua performance in Peacock aveva stabilito un "nuovo standard per le performance gender-bending". Nel medesimo anno, Murphy ha recitato in Inception, diretto da Christopher Nolan, interpretando Robert Fischer, un imprenditore la cui mente viene infiltrata dal personaggio di Leonardo DiCaprio, Cobb, al fine di convincerlo a sciogliere la sua attività. Inoltre, nel 2010, ha fatto un cameo non accreditato nel film Tron: Legacy, nel ruolo del programmatore Edward Dillinger Jr., figlio dell'antagonista originale Ed Dillinger, interpretato da David Warner.
Nel 2011, Cillian Murphy ha recitato nel monodramma teatrale Misterman, scritto e diretto da Enda Walsh, con cui aveva già collaborato in Disco Pigs. La produzione, inizialmente presentata a Galway, è stata successivamente portata al St. Ann’s Warehouse di Brooklyn, New York. Murphy ha descritto il ruolo come particolarmente impegnativo, sottolineando: "La natura dal vivo lo rende così pericoloso. Sei lì solo per la benevolenza del pubblico, e questo è aggravato dal fatto che si tratta di uno spettacolo da solista". La sua performance ha ricevuto ampi consensi dalla critica, guadagnandosi l'Irish Times Theatre Award e un Drama Desk Award. La critica ha lodato la sua interpretazione del personaggio di Thomas Magill, descrivendolo come un "complicato miscuglio di simpatico e per niente carino - profondamente ferito, ma con un codice morale pericoloso e distorto". Sarah Lyall dell'International Herald Tribune ha elogiato la capacità di Murphy di creare personaggi inquietanti ma affascinanti, apprezzando in particolare la sua abilità nel passare dal grande schermo al piccolo palcoscenico con grande intensità. Lyall ha raccontato di una sera in cui il teatro fu "inondato, non di applausi ma di silenzio", culminando infine in una standing ovation per la potente performance di Murphy. Nel 2011, Murphy ha anche interpretato il ruolo principale nel film horror britannico Retreat, che ha avuto una distribuzione limitata. Inoltre, ha recitato nel film di fantascienza In Time, accanto a Justin Timberlake e Amanda Seyfried, anche se il film ha ricevuto recensioni generalmente negative.
Nel 2012, Cillian Murphy ha recitato in Red Lights, un thriller psicologico diretto da Rodrigo Cortés, al fianco di Robert De Niro e Sigourney Weaver. Murphy ha interpretato Tom Buckley, l'assistente del personaggio di Weaver, un'investigatrice del paranormale. L'attore ha descritto l'esperienza di lavorare con De Niro come una delle più intimidatorie della sua carriera, affermando: "La mia prima scena, quando vado a trovarlo, il mio personaggio dovrebbe essere terrorizzato e intimidito. Non c'era recitazione coinvolta. L'uomo ha presenza. Non puoi recitare la presenza. Non la avrò mai. Guardarlo usare... quando ci metti una telecamera sopra, diventa semplicemente qualcos'altro." Nonostante il cast di alto profilo, il film è stato stroncato dalla critica e ha registrato un rendimento inferiore alle aspettative al botteghino. Nello stesso anno, Murphy ha ripreso il ruolo di Spaventapasseri per la terza volta in Il cavaliere oscuro - Il ritorno, il capitolo finale della trilogia di Christopher Nolan su Batman. Ha anche recitato in un ruolo secondario come Mike nel film indipendente britannico Broken. La sua interpretazione gli è valsa una nomination al British Independent Film Award come miglior attore non protagonista.

### Peaky Blinderse Oppenheimer(2013-presente)

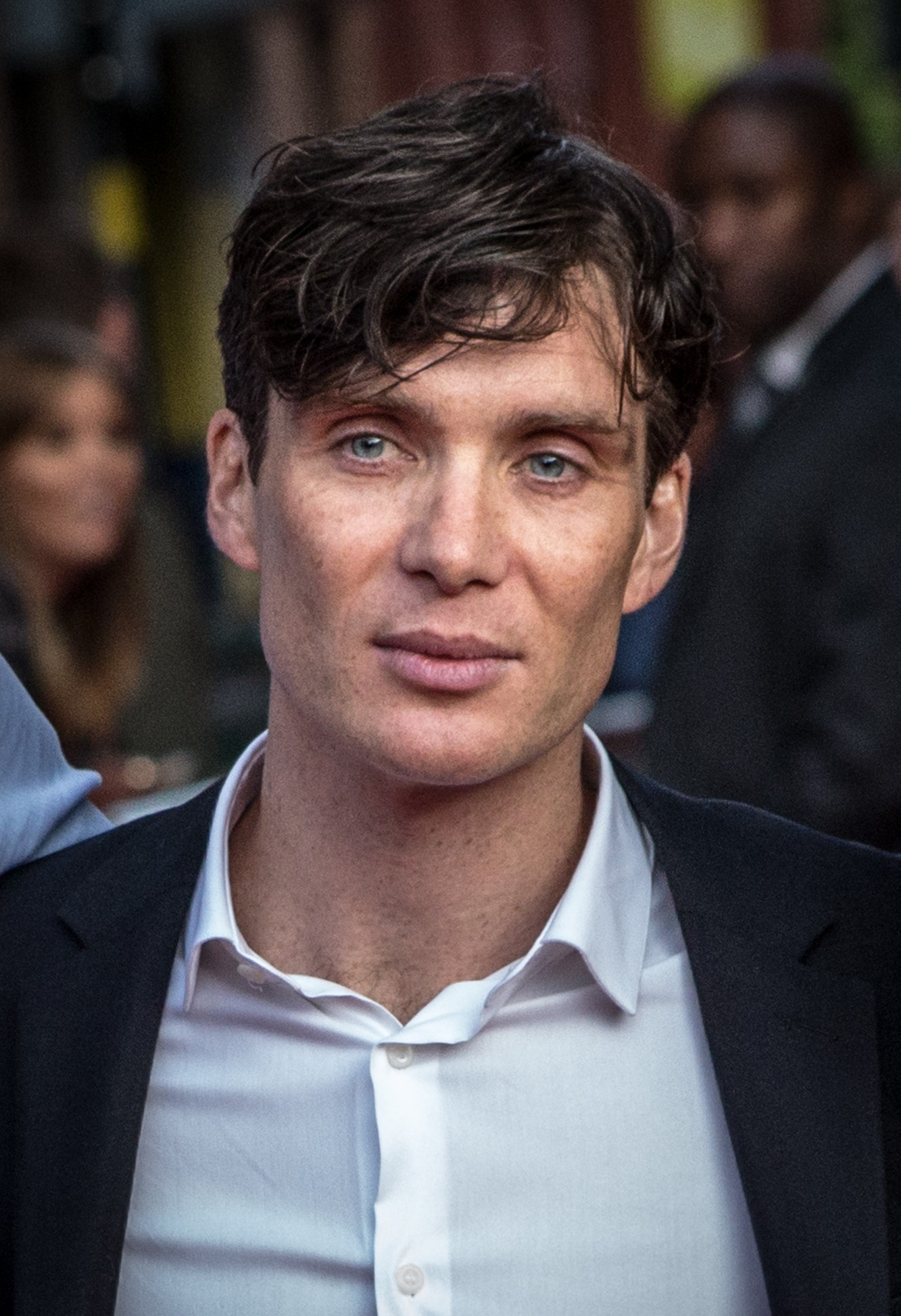
Cillian Murphy all'anteprima della seconda stagione di Peaky Blinders

A partire dal 2013, Cillian Murphy ha interpretato Thomas Shelby nella serie televisiva della BBC, Peaky Blinders, che narra le vicende di una banda criminale di Birmingham nel periodo successivo alla Prima Guerra Mondiale. Inizialmente, il regista Steven Knight aveva scelto Jason Statham per il ruolo di Shelby, ma dopo aver incontrato entrambi gli attori, Knight ha dichiarato: "Cillian, quando lo incontri, non è Tommy, ovviamente, ma sono stato abbastanza stupido da non capirlo." La decisione finale di affidare il ruolo a Murphy è arrivata dopo aver ricevuto un messaggio di testo da parte dell'attore, che diceva: "Ricorda, sono un attore". Murphy ha poi raccontato a The Independent: "Le sceneggiature erano così avvincenti e sicure, e il personaggio era così ricco e complesso, stratificato e contraddittorio. Ho pensato: 'Devo farlo'". Peaky Blinders è stato molto apprezzato dalla critica, ricevendo ottimi riscontri e alte valutazioni. La serie ha avuto un grande successo e la seconda stagione è stata trasmessa sulla BBC nell'ottobre 2014. Il 25 agosto 2019, il primo episodio della quinta stagione è andato in onda su BBC One. In un'intervista con Digital Spy, il regista Anthony Byrne ha dichiarato che se le riprese fossero iniziate a gennaio 2021, non sarebbero terminate prima di maggio o giugno, con ulteriori sei mesi necessari per il montaggio. La sesta stagione della serie è stata presentata in anteprima il 27 febbraio 2022.
Nel 2013, Cillian Murphy ha fatto il suo debutto alla regia con un video musicale per il singolo Hold Me Forever della band Money. Il video, che presenta ballerini dell'English National Ballet, è stato girato all'Old Vic Theatre di Londra. Nel 2014, Murphy ha recitato nel dramma Il volo del falco e in Transcendence, diretto da Wally Pfister. Entrambi i film hanno ricevuto recensioni prevalentemente negative, come evidenziato dall'aggregatore Rotten Tomatoes. Sempre nel 2014, Murphy si è riunito con Enda Walsh, suo collaboratore in Disco Pigs e Misterman, per la commedia teatrale Ballyturk. Nel 2015, Murphy ha recitato nel film In the Heart of the Sea, diretto da Ron Howard. Lo stesso anno, ha contribuito con la voce alle tracce "8:58" e "The Clock" dell'album 8:58 di Paul Hartnoll, con cui aveva già collaborato per la colonna sonora della seconda stagione di Peaky Blinders. Nel 2016, Murphy ha preso parte a Free Fire, un film diretto da Ben Wheatley, e ha interpretato Jozef Gabčík, un soldato cecoslovacco coinvolto nell'Operazione Anthropoid, l'assassinio di Reinhard Heydrich. Nel film, la sua performance è stata generalmente apprezzata, anche se Rupert Hawksley del The Telegraph ha osservato che "non gli viene chiesto di fare molto, a parte fumare e sembrare perplesso".
Nel 2017, Cillian Murphy ha interpretato un ufficiale dell'esercito sotto shock nel film di guerra Dunkirk, diretto da Christopher Nolan. Il film, che ha riscosso un enorme successo sia di critica che di botteghino, lo ha visto nel ruolo di un soldato senza nome, accreditato come Shivering Soldier. Murphy ha descritto il suo personaggio come "rappresentativo di qualcosa sperimentato da migliaia di soldati", sottolineando il "profondo tributo emotivo e psicologico" che la guerra può infliggere. Nel 2019, Murphy ha interpretato un ruolo nel film Anna as Miller, uscito nel giugno dello stesso anno. Successivamente, nel 2021, ha recitato in A Quiet Place II, dove ha interpretato Emmett, un sopravvissuto indurito e vecchio amico della famiglia Abbott. Il personaggio di Murphy accoglie con riluttanza gli Abbott dopo gli eventi del primo film. Peter Bradshaw del The Guardian ha elogiato la sua performance, apprezzandone la capacità di aggiungere profondità al ruolo. Dal 2020, Murphy è anche il conduttore di Cillian Murphy's Limited Edition, una serie radiofonica a tiratura limitata trasmessa su BBC Radio 6 Music. Nella trasmissione, attinge alla sua vasta collezione musicale personale e risponde a "domande ragionevoli" degli ascoltatori. A partire dal 2024, sono state prodotte tre stagioni del programma, per un totale di 28 episodi.
Nel 2023, Cillian Murphy ha interpretato J. Robert Oppenheimer nel thriller biografico Oppenheimer, diretto da Christopher Nolan. Questo film segna la sesta collaborazione tra Nolan e Murphy, e la prima in cui Murphy interpreta il ruolo da protagonista. Per prepararsi al ruolo, Murphy ha adottato un'intensa trasformazione fisica, perdendo una notevole quantità di peso per rendere l'aspetto emaciato di Oppenheimer. Ha anche studiato a fondo la vita del fisico e si è ispirato all'immagine di David Bowie negli anni '70. Il film ha incassato oltre 975 milioni di dollari a livello mondiale e ha ricevuto ampie recensioni positive dalla critica. La performance di Murphy è stata particolarmente lodata, con Dan Jolin di Empire che ha scritto: "Al centro pulsante del film c'è Murphy nei panni di Oppenheimer, ed è avvincente dall'inizio alla fine". Per la sua interpretazione, Murphy ha vinto numerosi premi, tra cui il Golden Globe Award come miglior attore in un film drammatico, il BAFTA Award come miglior attore protagonista, lo Screen Actors Guild Award per la migliore interpretazione di un attore maschile in un ruolo principale e l'Oscar come miglior attore.
Nel febbraio 2024, Murphy ha fondato la società di produzione indipendente Big Things Films insieme a Alan Moloney. La società ha prodotto e Murphy ha recitato nel dramma storico Piccole cose come queste, che ha aperto il 74° Festival Internazionale del Cinema di Berlino. Inoltre, la società ha in programma di produrre il film drammatico Steve, in collaborazione con Netflix. Murphy sarà anche produttore esecutivo e interprete in due sequel di 28 giorni dopo, intitolati 28 anni dopo, uscito a giugno del 2025 e 28 anni dopo: Il tempio delle ossa, in uscita nel 2026. Inoltre, riprenderà il ruolo di Thomas Shelby nel film The Immortal Man, che servirà da continuazione alla serie Peaky Blinders.

## Vita privata
Dal 2004 è sposato con Yvonne McGuinness, conosciuta durante un suo concerto e da cui ha avuto due figli nati nel 2005 e nel 2007.
L'attore è stato vegetariano per molti anni, ma recentemente ha ripreso a consumare carne per il suo ruolo in Peaky Blinders e ha dichiarato che ciò che lo ha reso vegetariano è stato vedere soprattutto le condizioni di alcuni allevamenti di animali. Nel 2024 ritorna sui suoi passi e decide di diventare vegano.
L'attore non ama diffondere notizie sulla sua vita privata. Ha anche dichiarato che non ama girare film a Hollywood, preferendo piuttosto prendere parte a pellicole di produzione europea.
Cillian è molto amico degli attori connazionali Liam Neeson, Colin Farrell e Jonathan Rhys Meyers.

## Filmografia

### Attore

#### Cinema
- The Tale of Sweety Barrett, regia di Stephen Bradley (1998)
- Sunburn, regia di Nelson Hume (1999)
- The Trench - La trincea (The Trench), regia di William Boyd (1999)
- On the Edge, regia di John Carney (2001)
- Come Harry divenne un albero (How Harry Became a Tree), regia di Goran Paskaljevic (2001)
- Disco Pigs, regia di Kirsten Sheridan (2001)
- 28 giorni dopo (28 Days Later), regia di Danny Boyle (2002)
- Intermission, regia di John Crowley (2003)
- La ragazza con l'orecchino di perla (Girl with a Pearl Earring), regia di Peter Webber (2003)
- Ritorno a Cold Mountain (Cold Mountain), regia di Anthony Minghella (2003)
- Batman Begins, regia di Christopher Nolan (2005)
- Red Eye, regia di Wes Craven (2005)
- Breakfast on Pluto, regia di Neil Jordan (2005)
- Il vento che accarezza l'erba (The Wind That Shakes the Barley), regia di Ken Loach (2006)
- Sunshine, regia di Danny Boyle (2007)
- I Love Movies (Watching the Detectives), regia di Paul Soter (2007)
- The Edge of Love, regia di John Maybury (2008)
- Il cavaliere oscuro (The Dark Knight), regia di Christopher Nolan (2008)
- Perrier's Bounty, regia di Ian Fitzgibbon (2009)
- Peacock, regia di Michael Lander (2010)
- Inception, regia di Christopher Nolan (2010)
- Tron: Legacy, regia di Joseph Kosinski (2010) - cameo non accreditato
- Hippie Hippie Shake, regia di Beeban Kidron (2010)
- In Time, regia di Andrew Niccol (2011)
- Retreat - Nessuna via di fuga (Retreat), regia di Carl Tibbets (2011)
- Red Lights, regia di Rodrigo Cortés (2012)
- Il cavaliere oscuro - Il ritorno (The Dark Knight Rises), regia di Christopher Nolan (2012)
- Broken - Una vita spezzata (Broken), regia di Rufus Norris (2012)
- Transcendence, regia di Wally Pfister (2014)
- Il volo del falco (Aloft), regia di Claudia Llosa (2014)
- Heart of the Sea - Le origini di Moby Dick (In the Heart of the Sea), regia di Ron Howard (2015)
- Missione Anthropoid (Anthropoid), regia di Sean Ellis (2016)
- Free Fire, regia di Ben Wheatley (2016)
- Dunkirk, regia di Christopher Nolan (2017)
- The Party, regia di Sally Potter (2017)
- The Delinquent Season, regia di Mark O'Rowe (2018)
- Anna, regia di Luc Besson (2019)
- A Quiet Place II (A Quiet Place: Part II), regia di John Krasinski (2020)
- Kensuke's Kingdom, regia di Neil Boyle e Kirk Hendry (2023)
- Oppenheimer, regia di Christopher Nolan (2023)
- Piccole cose come queste (Small Things Like These), regia di Tim Mielants (2024)
- Steve, regia di Tim Mielants (2025)

#### Televisione
- The Way We Live Now, regia di David Yates – miniserie TV (2001)
- Peaky Blinders – serie TV, 36 episodi (2013-2022)

### Sceneggiatore

#### Cortometraggi
- The Silent City, regia di Ruairi Robinson (2006)

### Produttore
- Piccole cose come queste (Small Things Like These), regia di Tim Mielants (2024)
- 28 anni dopo (28 Years Later), regia di Danny Boyle (2025) - produttore esecutivo
- Steve, regia di Tim Mielants (2025)

### Doppiatore
- Batman Begins – videogioco (2005)[127]

## Riconoscimenti
- Premio Oscar

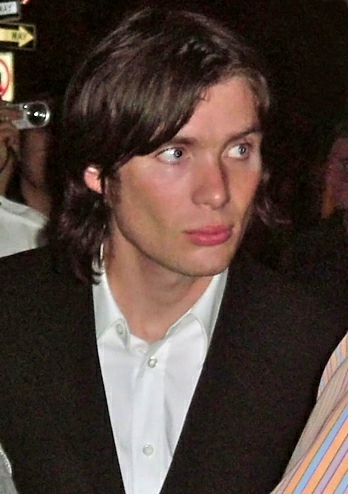
Cillian Murphy al New York Film Festival nel 2005

  - 2024 – Miglior attore protagonista per Oppenheimer[10]
- Golden Globe[7]
  - 2006 – Candidatura al miglior attore in film commedia o musicale per Breakfast on Pluto
  - 2024 – Miglior attore in un film drammatico per Oppenheimer
- British Academy Film Awards
  - 2007 – Candidatura alla miglior stella emergente
  - 2024 – Miglior attore protagonista per Oppenheimer[128]
- British Academy Television Awards
  - 2023 – Candidatura al miglior attore per Peaky Blinders
- Critics' Choice Awards
  - 2024 – Candidatura al miglior attore per Oppenheimer[9]
  - 2024 – Miglior cast corale per Oppenheimer
- MTV Movie & TV Awards
  - 2004 – Candidatura alla miglior performance rivelazione maschile per 28 giorni dopo
  - 2006 – Candidatura al miglior cattivo per Batman Begins
- Screen Actors Guild Award
  - 2024 – Migliore attore protagonista per Oppenheimer[8]
  - 2024 – Miglior cast cinematografico per Oppenheimer
- Satellite Award
  - 2005 – Candidatura al miglior attore in un film commedia o musicale per Breakfast on Pluto
  - 2024 – Miglior attore in un film drammatico per Oppenheimer
- Saturn Award
  - 2006 – Candidatura al miglior attore non protagonista per Red Eye
  - 2024 – Candidatura al miglior attore per Oppenheimer[129]

## Doppiatori italiani
Nelle versioni in italiano delle opere in cui ha recitato, Cillian Murphy è stato doppiato da:
- Simone D'Andrea in 28 giorni dopo, Batman Begins, I Love Movies, The Edge of Love, Il cavaliere oscuro, Inception, Red Lights, Il cavaliere oscuro - Il ritorno, Peaky Blinders, Il volo del falco, Dunkirk, Anna, Oppenheimer, Piccole cose come queste
- Loris Loddi in Red Eye, Il vento che accarezza l'erba, Peacock, Retreat - Nessuna via di fuga, Broken - Una vita spezzata, Missione Anthropoid
- Francesco Pezzulli in Come Harry divenne un albero, Intermission
- Francesco Bulckaen in La ragazza con l'orecchino di perla, In Time
- Alessandro Quarta in Breakfast on Pluto, Transcendence
- Emiliano Coltorti in Tron Legacy, The Party
- Renato Novara in The Trench - La trincea
- David Chevalier in Sunshine
- Edoardo Stoppacciaro in Heart of the Sea - Le origini di Moby Dick
- Federico Di Pofi in Free Fire
- Christian Iansante in A Quiet Place II

Da doppiatore è sostituito da:
- Simone D'Andrea in Batman Begins (videogioco)